# ان‌جی‌سی ۴۶۰
ان‌جی‌سی ۴۶۰ (انگلیسی: NGC 460) یک خوشه باز با سحابی واقع در صورت فلکی توکان است. این خوشه احتمالاً در ۱ اوت ۱۸۲۶ میلادی توسط جیمز دانلوپ مشاهده شد، اگرچه رسماً در ۱۱ آوریل ۱۸۳۴ توسط جان هرشل کشف شد.